# Severin Nziengui Mangandza
Severin Nziengui Mangandza CSSp (* 21. Februar 1970 in Libreville) ist ein gabunischer römisch-katholischer Ordensgeistlicher und Apostolischer Vikar von Makokou.

## Leben
Severin Nziengui Mangandza trat 1996 in die Ordensgemeinschaft der Spiritaner ein und studierte bis 1999 an der Université Omar Bongo in Libreville, an der er das Lizenziat in Philosophie erwarb. Anschließend absolvierte er das Postulat in Kamerun und setzte von 2000 bis 2003 sein Philosophiestudium an der Ordenshochschule der Spiritaner in Libreville fort. Nach dem Noviziat in Mbalmayo studierte er von 2004 bis 2007 Theologie an der Université Catholique d’Afrique Centrale in Yaoundé, an der er das Lizenziat in Dogmatik erwarb. Am 12. Juli 2008 empfing er das Sakrament der Priesterweihe.
Nach dreijähriger Tätigkeit in der Pfarrseelsorge in Brazzaville studierte er von 2011 bis 2012 am Institut Catholique de Paris. Von 2012 bis 2014 war er Novizenmeister in Mablmayo und anschließend bis 2016 Studienleiter und Ökonom der Ordenshochschule der Spiritaner in Libreville. Seit 2016 war er Provinzial seines Ordens für Gabun und Äquatorialguinea.
Papst Franziskus ernannte ihn am 6. Januar 2022 zum Apostolischen Vikar von Makokou. Der Erzbischof von Bangui, Dieudonné Kardinal Nzapalainga CSSp, spendete ihm am 19. März desselben Jahres die Bischofsweihe. Mitkonsekratoren waren der Bischof von Mouila, Mathieu Madega Lebouankehan, und der Bischof von Oyem, Jean-Vincent Ondo Eyene.